# Юнацький чемпіонат Європи з футболу (U-18) 2001
Чемпіонат Європи з футболу серед юнаків віком до 18 років 2001 року — пройшов у Фінляндії з 21 по 29 липня. Переможцем стала збірна Польщі, яка у фіналі перемогла збірну Чехії із рахунком 3:1. Цей чемпіонат став останнім для збірних U-18, з наступного року змагались гравці віком до 19 років.

## Учасники
- Бельгія
- Чехія
- Данія
- Фінляндія (господар)
- Польща
- Іспанія
- Україна
- Югославія

## Груповий етап

### Група A
| Збірна    | І | В | Н | П | ГЗ | ГП | РГ | О |
| --------- | - | - | - | - | -- | -- | -- | - |
| Чехія     | 3 | 3 | 0 | 0 | 8  | 3  | +5 | 9 |
| Югославія | 3 | 2 | 0 | 1 | 10 | 6  | +4 | 6 |
| Україна   | 3 | 0 | 1 | 2 | 4  | 6  | -2 | 1 |
| Фінляндія | 3 | 0 | 1 | 2 | 6  | 13 | -7 | 1 |

| 21 червня 2001 |

| Фінляндія    | 1 – 1 | Україна      |
| ------------ | ----- | ------------ |
| Шевелефф 84' |       | Карабкін 49' |

| «Сонера», Гельсінкі |

| 21 червня 2001 |

| Чехія     | 1 – 0    | Югославія |
| --------- | -------- | --------- |
| Регак 24' | Протокол |           |

| «Сонера», Гельсінкі Глядачів: 869 Арбітр: Массімо Бузакка (Швейцарія) |

| 23 червня 2001 |

| Фінляндія | 1 – 4    | Чехія                                     |
| --------- | -------- | ----------------------------------------- |
| Шелунд 6' | Протокол | Дуйка 14' Кубські 44' Троян 57' Чупек 58' |

| «Сонера», Гельсінкі Глядачів: 6,237 Арбітр: Массімо Де Сантіс (Італія) |

| 23 червня 2001 |

| Україна    | 1 – 2 | Югославія                    |
| ---------- | ----- | ---------------------------- |
| Пінчук 24' |       | Дам'янович 35' Мисимович 79' |

| ISS, Вантаа Арбітр: Ерік Пуля (Франція) |

| 25 червня 2001 |

| Югославія                                                                 | 8 – 4 | Фінляндія                              |
| ------------------------------------------------------------------------- | ----- | -------------------------------------- |
| Дам'янович 20', 49' Цилиншек 23' Мисимович 38' Лазович 53', 65', 68', 82' |       | Шелунд 51', 74' Петері 54' Окконен 62' |

| «Сонера», Гельсінкі |

| 25 червня 2001 |

| Чехія                               | 3 – 2    | Україна             |
| ----------------------------------- | -------- | ------------------- |
| Бистронь 63' Кубські 69' Гудець 84' | Протокол | Мотуз 51' Кутас 56' |

| ISS, Вантаа Глядачів: 468 Арбітр: Мартін Інгварссон (Швеція) |

### Група B
| Збірна  | І | В | Н | П | ГЗ | ГП | РГ | О |
| ------- | - | - | - | - | -- | -- | -- | - |
| Польща  | 3 | 2 | 1 | 0 | 8  | 4  | +4 | 7 |
| Іспанія | 3 | 2 | 0 | 1 | 5  | 5  | 0  | 6 |
| Бельгія | 3 | 1 | 1 | 1 | 4  | 4  | 0  | 4 |
| Данія   | 3 | 0 | 0 | 3 | 2  | 6  | -4 | 0 |

| 22 липня 2001 |

| Польща                                      | 4 – 1    | Іспанія    |
| ------------------------------------------- | -------- | ---------- |
| Навотчинський 14', 90' Мадей 16' Гжеляк 41' | Протокол | Перона 23' |

| Місцевий стадіон, Валкеакоскі |

| 22 липня 2001 |

| Бельгія                      | 2 – 0 | Данія |
| ---------------------------- | ----- | ----- |
| Альберт 56' Джамба-Шанго 90' |       |       |

| Місцевий стадіон, Валкеакоскі |

| 24 липня 2001 |

| Іспанія    | 1 – 0    | Данія |
| ---------- | -------- | ----- |
| Перона 87' | Протокол |       |

| Ратіна, Тампере |

| 24 липня 2001 |

| Польща        | 1 – 1 | Бельгія          |
| ------------- | ----- | ---------------- |
| Казмерчак 82' |       | Джамба-Шанго 78' |

| Ратіна, Тампере Арбітр: Массімо Бузакка (Швейцарія) |

| 26 липня 2001 |

| Данія                        | 2 – 3 | Польща                    |
| ---------------------------- | ----- | ------------------------- |
| Бьоргольм 5' Беньямінсен 57' |       | Завадський 18', 28' Житко |

| Ратіна, Тампере Арбітр: Ерік Пуля (Франція) |

| 26 липня 2001 |

| Іспанія                    | 3 – 1    | Бельгія     |
| -------------------------- | -------- | ----------- |
| Перона 8', 76', 90' (пен.) | Протокол | Валасяк 31' |

| Місцевий стадіон, Валкеакоскі |

## Матч за 3-тє місце
| 29 липня 2001 |

| Югославія       | 2 – 6    | Іспанія                                     |
| --------------- | -------- | ------------------------------------------- |
| Бігорач 5', 46' | Протокол | Артета 2' Перона 21', 58', 87' Ела 43', 77' |

| «Сонера», Гельсінкі Глядачів: 1 257 Арбітр: Массімо Бузакка (Швейцарія) |

## Фінал
| 29 липня 2001 |

| Чехія     | 1 – 3    | Польща                                        |
| --------- | -------- | --------------------------------------------- |
| Троян 39' | Протокол | Навотчинський 26' Мадей 89' Лободзинський 90' |

| «Сонера», Гельсінкі Арбітр: Ерік Пуля |

| Чемпіон Європи 2001 |
| ------------------- |
| Польща 1-й титул    |